# تنوع تشريحي

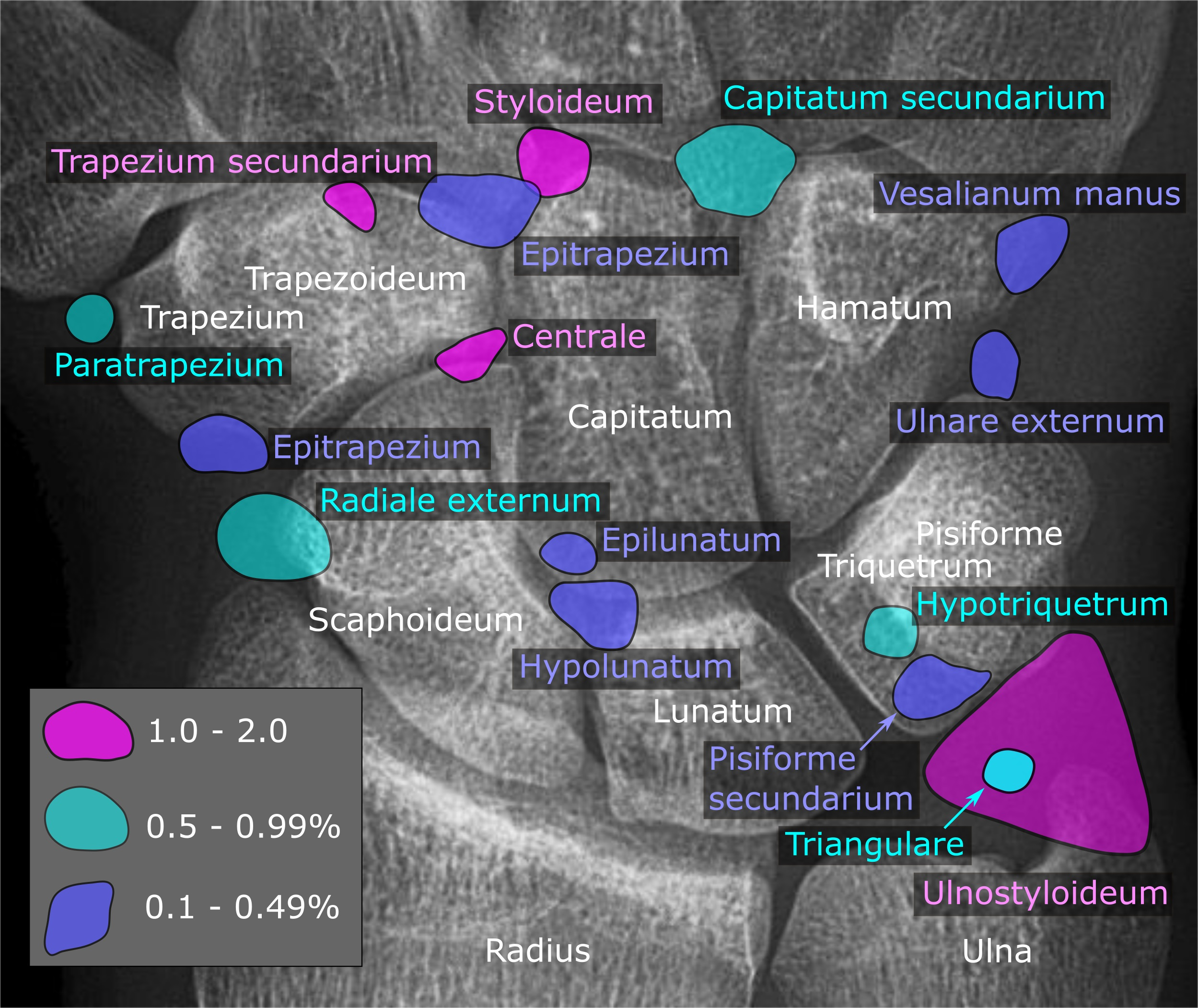

التنوُّع التشريحي (الإنجليزيّة: Anatomical variability) هو اختلاف بين البنى التشريحيّة للحيوانات من نفس النوع. تحدث هذه التنوُّعات بسبب التأثيرات الجينية بشكل رئيسي، و قد يظهر التنوُّع بشكل ملحوظ جداً بين الشعوب المختلفة. يخلف معدَّل التنوُّع بين الأعضاء المفردة بشكل ملحوظ و بالتالي فإن الحالة التي تحدث بأكبر احتمالية تُعتبر معياريّة. و من المهم الأخذ بالحسبان أن الظروف المرضيّة لا تُعتبر تنوُّعات تشريحية.